# Качура, Яков Демьянович
Яков Демьянович Качура (9 ноября 1897 — октябрь 1943) — украинский советский писатель и педагог.

## Биография
Родился 28 октября (9 ноября по новому стилю) 1897 года в селе Юрковка, которое теперь относится к Тульчинскому району Винницкой области.
Участвовал в Первой мировой войне. Работал сельским учителем в 1918—1922 годах.
Начал печататься с 1923 года. В 1925 году закончил Киевский институт народного образования. Входил в организацию крестьянских писателей «Плуг» и Всеукраинский союз пролетарских писателей.
Участвовал в Великой Отечественной войне. Писал очерки о фронтовой жизни. В мае 1942 года попал в плен к немцам после боёв под станцией Лозовая. Содержался в концентрационном лагере под Днепропетровском, где силами пленных строилась шоссейная дорога. Качура читал узникам стихи Тараса Шевченко, Ивана Франко и Павла Тычины, что заметил надзиратель и после чего его перевели в Сталино в концентрационный лагерь строгого режима, организованный в здании дворца культуры имени В. И. Ленина, где он погиб в октябре 1943 года.

## Творчество
В своём творчестве Яков Демьянович обращался к темам:
- Гражданской войны в России и Первой мировой войны «Чад» (роман, 1928);
- жизни донецких шахтёров и металлургов «Ольга» (роман, 1931);
- Национально-освободительной войне украинского народа против господства польской шляхты 1648—1654 годов «Иван Богун» (повесть, 1940);
- жизни колхозников «Счастье» (сборник рассказов, 1940).

## Память

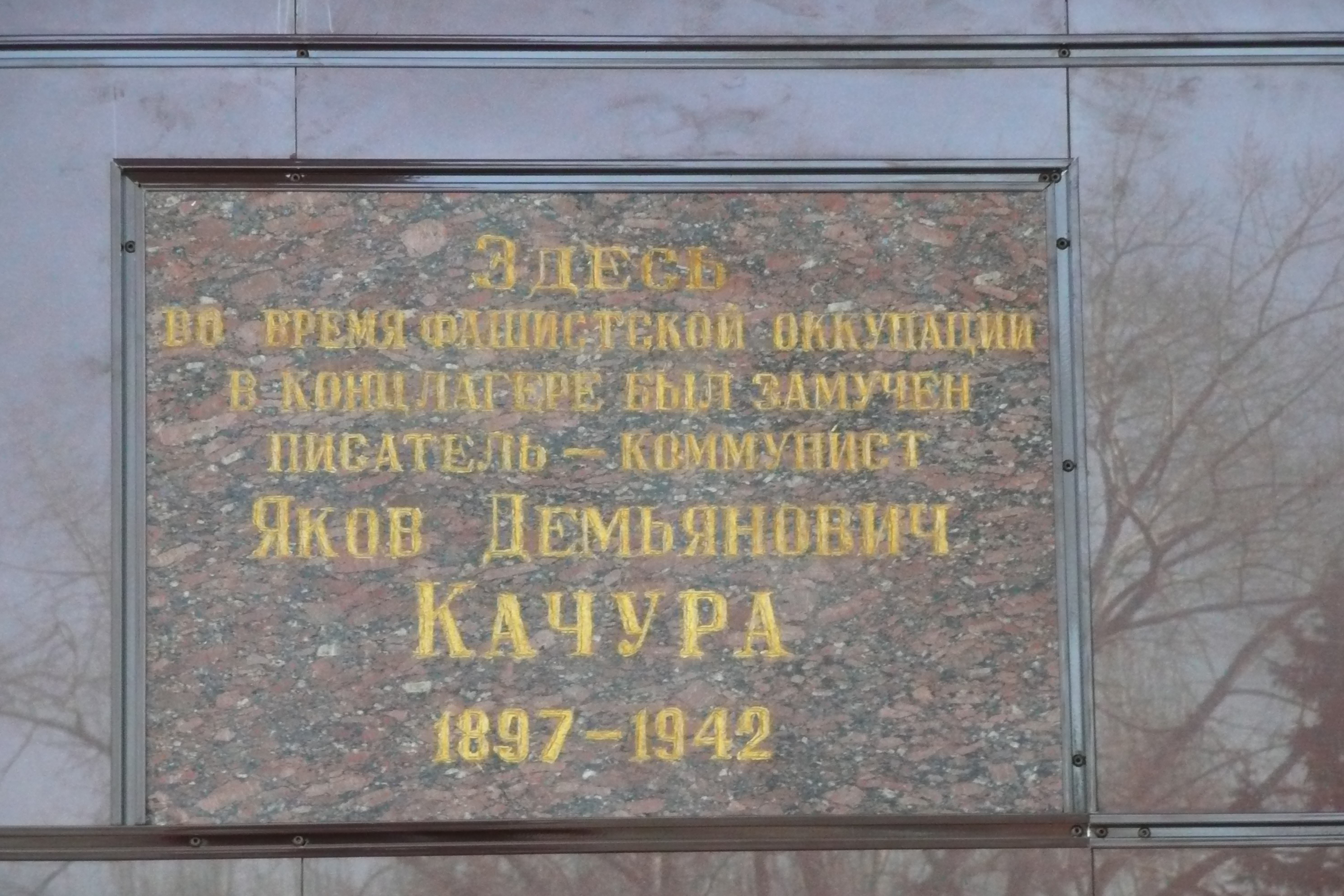
Мемориальная доска на здании ДК металлургов

- Личный архив писателя хранился в ИЛ АН УССР (ф. 51, 116 ед. хр., 1941—1943)[1].
- В 1977 году на родине писателя, в селе Юрковка был открыт памятник работы скульптора М. П. Ковтуна.
- В Донецке на здании дворца культуры металлургов, где размещался концлагерь установлена мемориальная доска.

## Произведения
- «Две силы» (1925, рассказ)
- «История одного коллектива» (1925, сборник рассказов)
- «Без хлеба» (1927, сборник рассказов)
- «Нарушенная присяга» (1928)
- «Чад» (1928)
- «Похороны» (1929)
- «Ольга» (1931)
- «Иван Богун» (1940)
- «Счастье» (1940, сборник рассказов)

### Публикации Качуры
- Вибранi твори, т. 1—2, К., 1958.
- Качура Я.. Люди й факти: Оповідання. — [К.] : ЛІМ, 1934. — 288с.
- Качура Я.. Люди й факти: Оповідання. — Б.м. : ЛІМ, 1934. — 288 с.
- Качура Я.. Ольга. — Х. ; К. : Література і мистецтво, 1931. — 293 с.
- Качура Яків Дем’янович. Зламана присяга: Оповідання. — Х. : Держвидав України, 1928. — 187с.
- Качура Яків Дем’янович. Чад: Роман. — Х. : Книгоспілка, 1929. — 188с.

### Публикации о Качуре
- История украинской советской литературы, К., 1965; Буряк Б. С., Яків Качура. Життя i творчість, К., 1962.